# Omphale insetosa
Omphale insetosa är en stekelart som beskrevs av Christer Hansson 2004. Omphale insetosa ingår i släktet Omphale och familjen finglanssteklar.
Artens utbredningsområde är:
- Costa Rica.
- Ecuador.
- Panama.

Inga underarter finns listade i Catalogue of Life.